# 디지털시청자칼럼
《디지털 시청자칼럼》은 KBS디지털미디어국에서 2018년 9월 10일부터 시작한 시사프로그램이다.

## 프로그램 정보
- 시청자가 참여하여 제도개선을 다루는 시사 칼럼 형태의 디지털 시사프로그램이다.

## 방송회차

### 2018년
| 회 차 | 일 자     | 제 목(다시보기)                                                                                      |
| ----- | --------- | --- |
| 1회   | 9월 10일  | 우리학교를 지켜주세요 보관됨 2019-02-28 - 웨이백 머신- 구봉초등학교 (경남)                           |
| 2회   | 9월 17일  | 1회용 컵 사용 규제 그 후, 작은 카페 사장님의 고민 보관됨 2019-02-28 - 웨이백 머신                    |
| 3회   | 9월 21일  | 안전한 통학로를 만들어 주세요 보관됨 2019-02-28 - 웨이백 머신 - 용머리초등학교                       |
| 4회   | 10월 5일  | 주민들의 생활권을 지켜주세요 보관됨 2019-02-28 - 웨이백 머신-북촌한옥마을                            |
| 5회   | 10월 12일 | 우리집 앞 전봇대가 쓰러지려고 해요! 보관됨 2019-02-28 - 웨이백 머신                                  |
| 6회   | 10월 19일 | 우리 집 앞 공원에서 지나친 음주를 자제해 주세요! 보관됨 2019-02-28 - 웨이백 머신 - 연남동 경의선숲길 |

### 2019년
| 회 차 | 일 자    | 제 목(다시보기)                                                                            |
| ----- | -------- | ------------------------------------------------------------------------------------------ |
| 15회  | 1월 7일  | 우리 학교 앞 교통대란 “학교 가기 무서워요” 보관됨 2019-02-28 - 웨이백 머신 - 용인시 기흥구 |
| 16회  | 1월 11일 | 대박 꿈을 안고 멈춰버린 푸드트럭 보관됨 2019-03-01 - 웨이백 머신                           |
| 17회  | 1월 21일 | "안심상가를 아시나요?" 성동 안심상가의 근심 보관됨 2019-03-02 - 웨이백 머신 서울 성동구    |
| 18회  | 1월 28일 | 골프장 증설 논란 수년째... 해법은? 보관됨 2019-03-02 - 웨이백 머신 경기도 고양시           |
| 19회  | 2월 11일 | '70년 역사' 청계천 공구거리의 운명은? 청계천공구거리                                       |
| 20회  | 2월 18일 | 자전거 곳곳 방치... 도심 흉물로 전락 보관됨 2019-03-02 - 웨이백 머신 서울 금천구           |
| 21회  | 2월 25일 | ‘주거권 VS 생존권... 대학생 행복주택 좌초되나?’ 보관됨 2019-03-02 - 웨이백 머신 서울과기대 |
| 22회  | 2월 28일 | 방송 그 후, 암 환자들은 보험금을 받게 되었을까? 보관됨 2019-03-02 - 웨이백 머신            |
| 23회  | 3월 6일  | “아파트가 '쩍쩍' 갈라지고 있어요! 인천 삼두아파트                                          |
| 24회  | 3월 11일 | “골든타임을 놓칠까 걱정돼요” - 인천 중구 영종도                                            |
| 25회  | 3월 14일 | 불공평한 공항철도 요금 바꿔주세요! - 영종도 공항철도                                       |
| 26회  | 3월 20일 | 버스킹으로 위기에 처한 상인들 - 홍대입구 걷고싶은거리                                      |
| 27회  | 3월 25일 | ‘핫플레이스’가 무너지고 있어요 - 경리단길                                                  |
| 28회  | 3월 28일 | 우리 집 앞에 자동차 도색 시설이 들어온다고? - 금천구                                       |
| 30회  | 4월 3일  | 안락사 논란 후폭풍.동물보호단체 직격탄                                                     |
| 31회  | 4월 8일  | 30만 원짜리 구두, 공임비는 최저시급 - 성수동 수제화거리                                    |
| 32회  | 4월 12일 | 벚꽃축제가 싫어요! - 여의도 한강벚꽃축제                                                   |
| 33회  | 4월 17일 | 제주 비자림로 숲을 살려주세요! - 제주 비자림로                                             |
| 34회  | 4월 22일 | 땅도 뺏기고 삶의 터전도 뺏길 위기에 처했어요! - 제주 제2공항                               |
| 35회  | 4월 26일 | 고통받는 제부도 주민들."길을 만들어 주세요” - 제부도                                       |
| 36회  | 5월 2일  | 100년 역사를 지닌 '배다리마을’을 지켜주세요! - 인천 배다리마을                             |
| 37회  | 5월 8일  | 우리 집 앞 공원에서 녹조현상이 나타나고 있어요! - 일산 수변공원                            |
| 38회  | 5월 13일 | 멀고 먼 나눔의 집 가는 길 - 경기도 광주                                                    |

## 외부
- 디지털시청자칼럼 - 공식 웹사이트
- 디지털시청자칼럼유튜브채널